# 金振武
金振武（1930年—），男，满族，北京人，中国话剧演员，曾任中央实验话剧院副院长，中国戏剧家协会理事。